# Bătălia de la Meloria (1241)
Bătălia de la Meloria (prima) a avut loc în data de 3 mai 1241 în apropiere de mica insulă Meloria, în largul portului Livorno din Italia. Ea s-a disputat între flota împăratului Frederic al II-lea de Hohenstaufen, în alianță cu Pisa, și un escadron genovez care transporta un număr de prelați din Anglia, Franța și Spania destinați să participe la conciliul convocat la Lateran de către papa Grigore al IX-lea. Trei galere ale genovezilor au fost scufundate și alte 22 capturate. Câțiva dintre prelați au pierit, în vreme ce mulți alții au fost luați prizonieri de către împăratul german.